# Bargłówka
Bargłówka [pronunciación en polaco: /barˈɡwufka/] es un pueblo en el distrito administrativo de Gmina Bargłów Kościelny, dentro del Distrito de Augustów, Voivodato de Podlaquia, en el noreste de Polonia. Se encuentra a unos 4 kilómetros sureste de Bargłów Kościelny, 13 kilómetros al suroeste de Augustów, y 74 kilómetros al norte de la capital regional, Białystok.